# David Nal-Vad
David Nal-Vad es un artista, pintor y escultor de Gabón, que vive y trabaja en Paimpol, Francia.

## Datos biográficos
David Nal-Vad, artista plástico franco-gabonés, nacido en 1954, vive a día de hoy en Paimpol, en Bretaña, su población natal y maternal.
Ha vivido durante mucho tiempo en África, antes de instalarse en la Bretaña. Se define como un hombre sin una cultura fija y sus pinturas ilustran perfectamente el mestizaje de su doble cultura , del mismo modo que sus esculturas están impregnadas totalmente por la gran tradición estatuaria africana. Él se dice 

"un vagabond des cultures".
Un vagabundo de las culturas

## Obras
Entre las más conocidas obras de David Nal-Vad se incluyen las siguientes:
- Avanti Populi , en Gabón